# Valea Vișeului
Valea Vișeului (ungarisch Visóvölgy, ukrainisch Вишівська Долина Wyschiwska Dolina) ist ein Dorf im Kreis Maramureș im historischen Komitat Máramaros im Norden Rumäniens. Es ist Teil der Gemeinde Bistra.

## Geografie
Das Dorf liegt südlich der Grenze zur Ukraine an der Mündung der Vișeu in die Theiß. An der Kreisstraße (Drum județean) DJ185 befindet sich das Dorf etwa acht Kilometer nördlich vom Gemeindezentrum entfernt. Am nördlichen Rand des Dorfes befindet sich der Bahnhof Valea Vișeului der zugleich Grenzbahnhof für die nach Rachiw in die Ukraine führende Strecke ist. Diese war seit 2007 ohne Verkehr und wurde am 9. November 2022 wiedereröffnet.

## Bevölkerung
Mehr als 95 % der Einwohner sind Ukrainer.

## Kultur und Sehenswürdigkeiten
Im Dorf gibt es eine orthodoxe Kirche und eine katholische Kirche sowie eine der für die Gegend bekannten Holzkirchen.

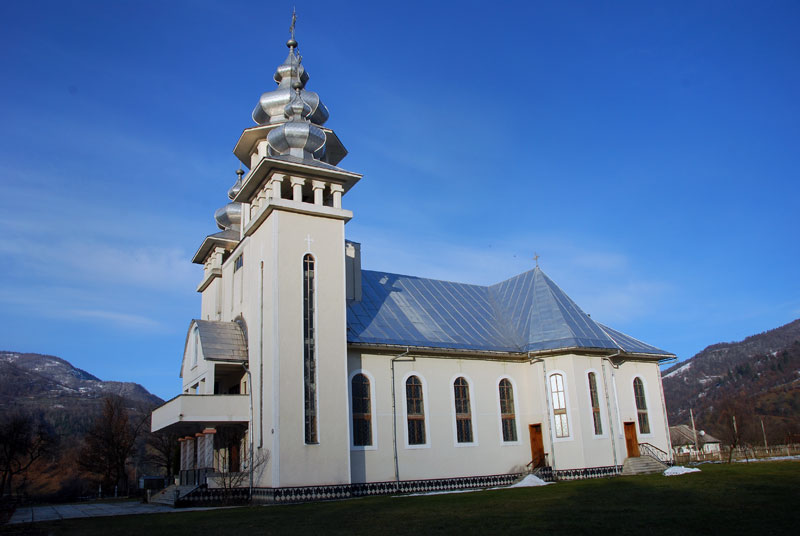
Orthodoxe Kirche
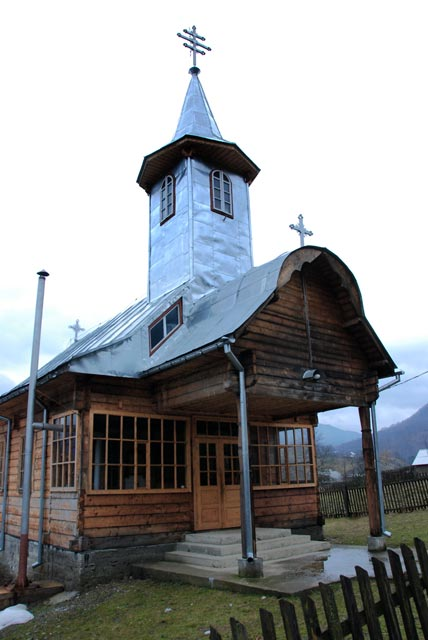
Holzkirche in Valea Vișeului